# Amphisbaena mertensii
Amphisbaena mertensii är en ödleart som beskrevs av  Strauch 1881. Amphisbaena mertensii ingår i släktet Amphisbaena och familjen Amphisbaenidae. Inga underarter finns listade i Catalogue of Life.